# Bach (cráter)
Bach es el nombre de un cráter de impacto presente sobre la superficie de Mercurio desde 4 mil millones de años, sea el final del periodo de bombardeo intenso. Su diámetro es de 214,29 km. El cráter fue nombrado por la Unión Astronómica Internacional en homenaje al compositor alemán Johann Sebastian Bach.
El cráter se ubica en la región Beethoven. Se trata de un cráter de corona doble perfectamente circular que debe su fondo liso a las efusiones de lava.